# Matilda av Toscana
Matilda av Toscana, Matilda av Canossa, född 1046, död 24 juli 1115, var regerande markgrevinna av Toscana från 1052 till 1115; fram till 1076 i samregering med sin mor. Hon testamenterade sina landområden till Kyrkostaten, vilket kallas Matildiska donationen eller Matildiska arvet.

## Biografi
Matilda var dotter till markgreve Bonifatius III av Toscana och Beatrix av Lothringen. Fadern var greve av bland annat Reggio, Modena, Mantua, Brescia, och Ferrara.
Matilda blev förmäld med hertig Gottfrid av Lothringen, från vilken hon 1071 skildes. Matilda härskade över stora områden i norra och mellersta Italien - markgrevskapet Toscana, Brescia, Modena, Reggio, Mantua och Ferrara - och ägde i såväl dessa som andra närliggande stater stora gods. Hon var också under sin samtid omtalad för sin höga bildning och intelligens. Hon var en ivrig anhängare av påven Gregorius VII, och det var till hennes slott Canossa kejsar Henrik IV vallfärdade för att vinna påvens absolution. Under Henriks andra fälttåg till Lombardiet stod hon likaledes på Gregorius’ sida; efter hans död stödde hon påvarna Viktor III och Urban II. 
1089 ingick hon av politiska skäl äktenskap med den 17-årige hertig Welf II av Bayern och tog parti mot Henrik IV även vid hans tredje tåg över Alperna. Sina gods hade hon redan under Gregorius’ livstid skänkt till påvestolen och förnyade 1102 denna gåva. 
Efter hennes död uppstod en livlig strid mellan påven och kejsaren om det Matildiska arvet.

## Galleri

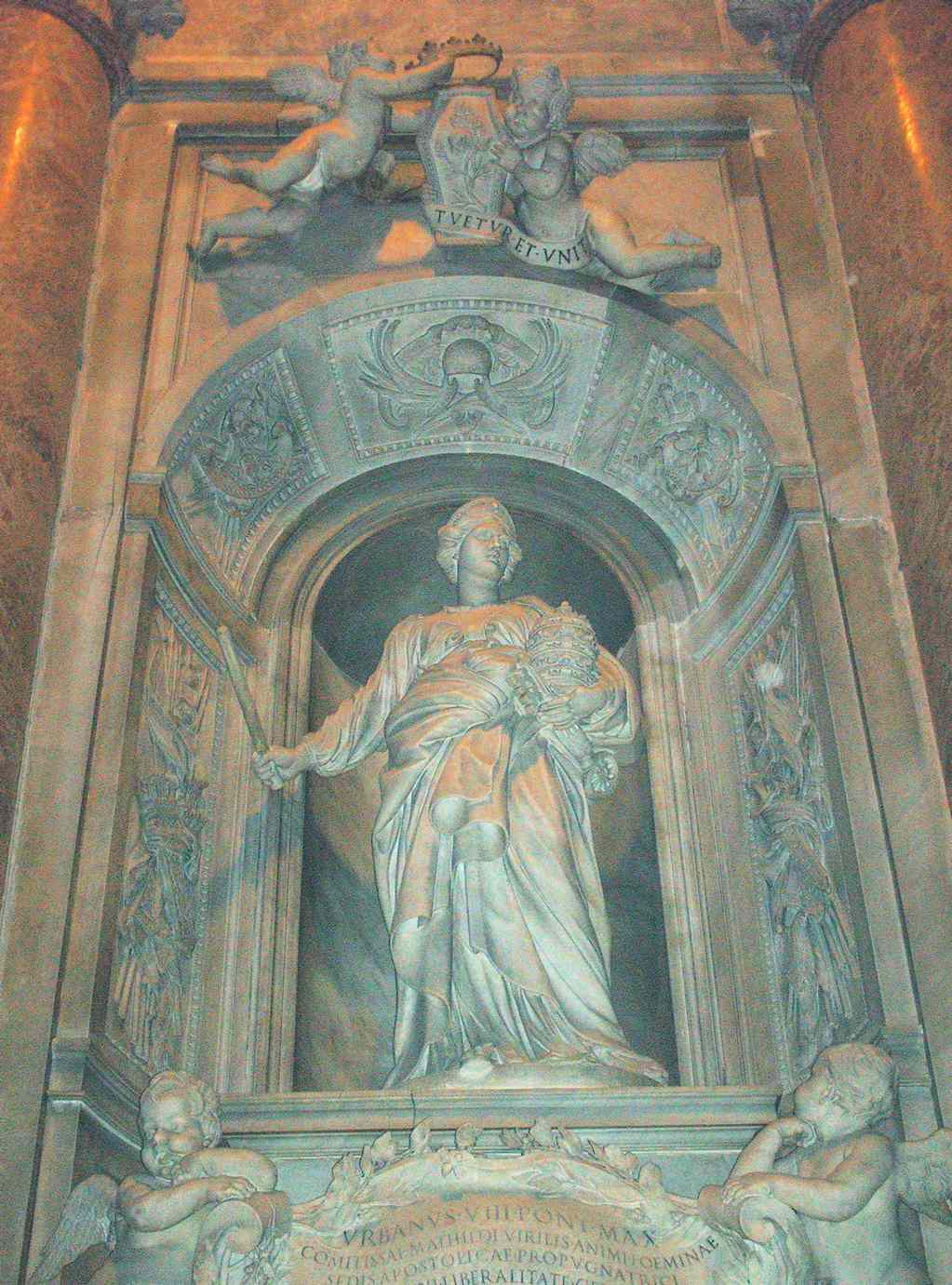
Matilda av Canossa av Bernini i Peterskyrkan (Rom).
Matilda av Toscana från Cod. Vat. lat. 4922 (1115)